# Баев, Денис Юрьевич
Денис Юрьевич Баев (род. 25 ноября 1983, Конотоп, Сумская область) — российский хоккеист и тренер.

## Биография

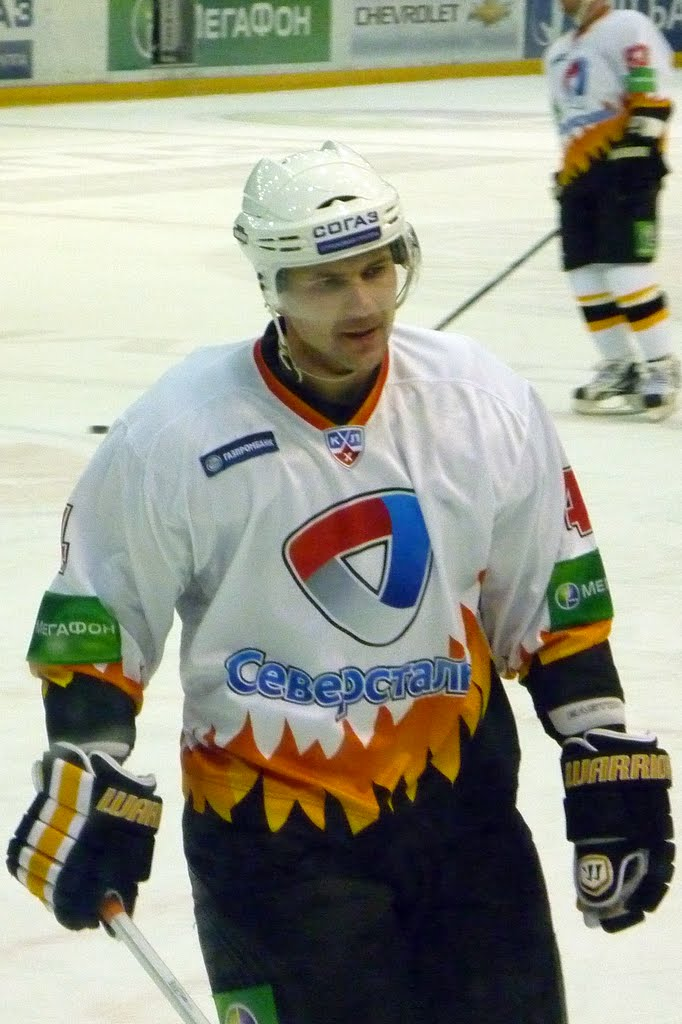
Баев в составе «Северстали»

Начал карьеру в 2000 году в клубе Высшей лиги ХК ЦСКА. В дебютном сезоне провёл 17 матчей, набрав 1 (0+1) очко. С 2000 года был игроком чеховского «Витязя», где дебютировал в Суперлиге в 2005 году. Всего в составе подмосковного клуба провёл 261 матч, набрав 18 (3+15) очков. В 2006 году перешёл в челябинский «Трактор», где за два сезона в 96 матчах набрал 11 (5+6) очков и 376 минут штрафа.
Перед началом сезона 2008/09 стал игроком московского «Спартака». Два года спустя вернулся в «Трактор», однако 17 октября 2010 года, в результате обмена на Александра Шинина стал игроком череповецкой «Северстали». Провёл 31 матч, в котором набрал 1 (0+1) очко.
3 июня 2011 года подписал контракт с мытищинским «Атлантом», однако, проведя в его составе 12 матчей, 23 ноября был обменян в новосибирскую «Сибирь» на Тимофея Шишканова. За оставшуюся часть сезона принял участие в 27 матчах, записав на свой счёт 2 (0+2) очка.
Следующие годы провел в ВХЛ: один сезон в краснодарской «Кубани» и еще один в нефтекамском «Торосе».
В июне 2014 года перешёл в тверской ТХК, где отыграл два полных сезона и начал третий, но 4 октября 2016 года завершил карьеру игрока и перешел на тренерскую должность. В том сезоне на базе ТХК была собрана студенческая сборная России, и Баев, являясь ассистентом Владислава Хромых, выиграл золото зимней Универсиады-2017 в Алма-Ате.
В октябре 2016 года принял решение завершить карьеру игрока и стать тренером клуба ТХК.
По окончании сезона тверской клуб был расформирован, и Баев поехал в тюменский «Рубин» ассистентом Хромых, но был уволен вместе с ним уже 22 ноября 2017 года.
11 апреля 2018 года стало известно, что Баев возглавит в следующем сезоне клуб первенства ВХЛ — курганский «Юниор». В 1/4 финала «юниоры» прошли саратовский «Кристалл» (3-1 в серии), но в полуфинале уступили будущему чемпиону — ХК «Ростов» (1-4 в серии).
Весной 2019 года Баев ездил в Красноярск на XXIX Зимнюю Универсиаду, где входил в тренерский штаб студенческой сборной России, с которой взял золото хоккейного турнира. По окончании сезона подписал контракт с красноярским «Соколом».
В 2021 году работал главным тренером ХК «Рязань». 23 сентября 2021 года освобождён от занимаемой должности.
С 2022 года работал старшим тренером ХК «Буран».

## Статистика
| Легенда | Легенда                    | Легенда | Легенда                   | Легенда | Легенда    |
| ------- | -------------------------- | ------- | ------------------------- | ------- | ---------- |
| И       | Количество проведённых игр | Штр     | Штрафное время            | +/−     | Плюс-минус |
| Г       | Голы                       | П       | Голевые передачи          | О       | Очки       |
| -       | Статистика неизвестна      | —       | Статистика не учитывалась |         |            |